# Нове Кавково
Нове Кавково (пол. Nowe Kawkowo, нім. Neu Kockendorf) — село в Польщі, у гміні Йонково Ольштинського повіту Вармінсько-Мазурського воєводства.
Населення — 268 осіб (2011).

## Демографія
Демографічна структура станом на 31 березня 2011 року:
|          | Загалом | Допрацездатний вік | Працездатний вік | Постпрацездатний вік |
| -------- | ------- | ------------------ | ---------------- | -------------------- |
| Чоловіки | 125     | 32                 | 88               | 5                    |
| Жінки    | 143     | 28                 | 95               | 20                   |
| Разом    | 268     | 60                 | 183              | 25                   |